# ملينا البعد
ملينا البعد هو البوم للفنان العراقي كاظم الساهر، صدر عام 2004.

## قائمة الأغاني
- أجمل ما بالكون  - 5:40
- نريد السلام  - 3:55
- حياك  - 2:06
- في داعة الله  - 6:52
- ملينا البعد  - 8:31.[1]
- يا سرب الحمام  - 4:15
- ياعيون بغداد  - 1:12